# Tero Seppälä
Tero Seppälä (ur. 25 stycznia 1996 w Järvenpää) – fiński biathlonista, uczestnik igrzysk olimpijskich, mistrzostw świata oraz mistrzostw świata juniorów. Jego ojciec Timo również był biathlonistą.

## Osiągnięcia

### Igrzyska olimpijskie
| Rok  | Miejscowość | Konkurencje | Konkurencje | Konkurencje | Konkurencje | Konkurencje | Konkurencje | Konkurencje |
| Rok  | Miejscowość | IN          | SP          | PU          | MS          | RL          | MR          | SR          |
| ---- | ----------- | ----------- | ----------- | ----------- | ----------- | ----------- | ----------- | ----------- |
| 2018 | Pyeongchang | 76.         | 20.         | 25.         | 21.         | nd.         | 6.          | nd.         |
| 2022 | Pekin       | 23.         | 25.         | 21.         | 9.          | 17.         | 11.         | nd.         |

### Mistrzostwa świata
| Rok  | Miejscowość | Konkurencje | Konkurencje | Konkurencje | Konkurencje | Konkurencje | Konkurencje | Konkurencje |
| Rok  | Miejscowość | IN          | SP          | PU          | MS          | RL          | MR          | SR          |
| ---- | ----------- | ----------- | ----------- | ----------- | ----------- | ----------- | ----------- | ----------- |
| 2017 | Hochfilzen  | 79.         | 71.         | nd.         | nd.         | 20.         | nd.         | nd.         |
| 2019 | Östersund   | 31.         | 35.         | 28.         | nd.         | 17.         | 10.         | 12.         |
| 2020 | Anterselva  | 87.         | 52.         | 47.         | nd.         | 26.         | 9.          | 23.         |
| 2021 | Pokljuka    | 37.         | 28.         | 32.         | nd.         | 19.         | 13.         | nd.         |
| 2023 | Oberhof     | 18.         | 47.         | 24.         | 10.         | 10.         | nd.         | nd.         |
| 2024 | Nové Město  | 36.         | 31.         | 49.         | nd.         | 8.          | nd.         | nd.         |
| 2025 | Lenzerheide | 31.         | 22.         | 24.         | 9.          | 10.         | 9.          | 10.         |

### Mistrzostwa świata juniorów
| Rok  | Miejscowość      | Konkurencje | Konkurencje | Konkurencje | Konkurencje | Konkurencje | Konkurencje | Konkurencje |
| Rok  | Miejscowość      | IN          | SP          | PU          | MS          | RL          | MR          | SR          |
| ---- | ---------------- | ----------- | ----------- | ----------- | ----------- | ----------- | ----------- | ----------- |
| 2016 | Cheile Grădiştei | 34.         | 47.         | 50.         | nd.         | 8.          | nd.         | nd.         |
| 2017 | Osrblie          | 8.          | 31.         | 19.         | nd.         | 5.          | nd.         | nd.         |

### Puchar Świata

#### Miejsca w klasyfikacji generalnej
| Sezon     | Miejsce |
| --------- | ------- |
| 2016/2017 | -       |
| 2017/2018 | 61.     |
| 2018/2019 | 62.     |
| 2019/2020 | 37.     |
| 2020/2021 | 36.     |
| 2021/2022 | 12.     |
| 2022/2023 | 29.     |
| 2023/2024 | 35.     |
| 2024/2025 | 27.     |